# Незауалпілі
Незауалпілі (1464—1515) — тлатоані держави Тескоко з 1472 до 1515 року, визначний політик, поет, меценат.

## Життєпис
Походив з роду володарів міста-держави Тескоко. Син Незауалькойотля, тлатаоні Тескоко, та Уїтцилксочин з роду тлатаоні Теночтітлану. після смерті батька у 1472 році стає тлатаоні Тескоко.
Під час свого володарювання відмінив декілько законів, що зумовлювали застосування смертної кари. У 1505 році скасував спадкову форму рабства. Вподальшому цей закон отримав розповсюдження по усій імперії ацтеків.
У відносинах з Теночтітланом у перший період правління підтримував союзницькі стосунки, в усьому допомагав великим тлатаоні імперії. У 1502 році сприяв обранню імператором Монтесуми II. Втім вже з 1507 року починаються конфлікти Незауалпілі з імператором. Тут прослідковується намагання першого зберегти внутрішю незалежність Тескоко, завади централізації імперії ацтеків. Втім війська Тескоко продовжували допомагати Теночтітлану у загарбницьких походав.
Водночас Тескоко встановила свій вплив над північно—східним узбережжям Мексиканської затоки. Звідсиля Незауалпілі отримав звістку про іспанців, які прибули з далечинь. Ймовірно він вирішив скористатися невідомими прибульцами для протидії владі ацтецьких імператір. Тому вже у 1510 році заявив Монтесумі II, що не можна продовжувати війни проти держав долини Пуебло, в усякому разі Тескоко відмовлявся надавати відповідні військові загони.
Посилився конфлікт з Теночтітланом також внаслідок справи дружини Незауалпілі — Чальчуненецин (Нефритової ляльки) и родички імператора Монтесуми II, яку було викрито у перелюбі. При цьому з боку Теночтітлану було зроблено спробу врятувати невірну дружину, втім марно. Це ще більше погіршило особисті стосунки між володарями.
У самий розпал кризиси стосунків поміж держави Незауалпілі помер. Це сталося у 1515 році.

## Творчість
Був одним з найвідоміших поетів Імперії ацтеків свого часу. Значущої є поема Пісня Незауалпілі під час війни з Хуексоцінко.
До того ж двір Незауалпілі, як й за час його батька, залишався значним культурним центром імперії. Тут працювали відомі поети, інженери, астрономи, віщуни.

## Родина
За різними повідомленнями Незауалпілі мав 2000 дружин та 144 дітей.
Владу його по черзі спадкували сини:
- Какама (1516—1520)
- Текоколцин (1520)
- Квінацин II (1520—1521)
- Коанакоцин (1520—1521)
- Іштлільхочитль II (1521—1531)